# Федерация дзюдо России
Общероссийская общественная организация «Федерация дзюдо России» — общероссийская общественная организация, занимающаяся развитием дзюдо в России. Является членом Международной федерации дзюдо и Европейского союза дзюдо. Согласно информации на официальном сайте федерация была создана в 1972 году. Юридический и фактический адрес — Москва, Лужнецкая набережная, дом 8 (в одном здании с Олимпийским комитетом России и многими другими спортивными федерациями).

## Национальный союз дзюдо
Кроме Федерации дзюдо России (ФДР) с марта 2003 года существует некоммерческое партнёрство «Национальный союз дзюдо» (НСД), которое также занимается развитием дзюдо в России. Учредителями НСД выступили Госкомспорт России, некоммерческое партнёрство «Явара-Нева» (руководитель — Борис Ротенберг), «Явара-М» и автономная некоммерческая организация «Дирекция Москомспорта „Гран-при“ по дзюдо». Председатель Высшего совета НСД — первый вице-президент ФДР Аркадий Ротенберг. Цели и задачи, а также виды деятельности НСД тесно переплетаются с функциями ФДР, что указано на сайте ФДР. Между НСД и ФДР заключен официальный договор о разделении сфер деятельности и ответственности. Согласно уставу некоммерческое партнёрство «Национальный союз дзюдо» может владеть учреждениями, издательствами, СМИ, зданиями, сооружениями, жилым фондом, акциями, ценными бумагами, земельными участками.

## Выступления сборной страны
Сборными России, сформированными Федерацией дзюдо России, на 10 чемпионатах мира с 1993 года завоёвано 6 золотых медалей (всего на 10 чемпионатах было разыграно около 150 комплектов наград), а на 4 летних Олимпийских играх (1996, 2000, 2004 и 2008) — ни одной (3 серебряные и 5 бронзовых наград). При этом на Олимпийских играх 2008 года в Пекине российские дзюдоисты остались вообще без наград (медали в дзюдо в Пекине завоевали представители 25 НОК, включая Таджикистан, Узбекистан, Алжир, Северную Корею, Монголию, Грузию и т. д.). В 2012 году на Олимпийских играх в Лондоне российские спортсмены наконец сумели выиграть сразу три золота в мужском дзюдо, опередив по количеству побед любую другую команду. На счету россиян было ещё одно серебро и одна бронза. При этом в женском дзюдо Россия осталась без медалей. На Олимпийских играх 2016 года в Рио-де-Жанейро российская сборная завоевала две золотые и одну бронзовую награды и вошла в тройку сильнейших сборных наряду с родоначальниками дзюдо — японцами и традиционно сильными в этом виде спорта французами. На вершину дзюдоистского пьедестала в Бразилии поднялись Беслан Мудранов (60 кг) и Хасан Халмурзаев (81 кг), а на третью ступень подиума — Наталья Кузютина (52 кг).

## Функции ФДР

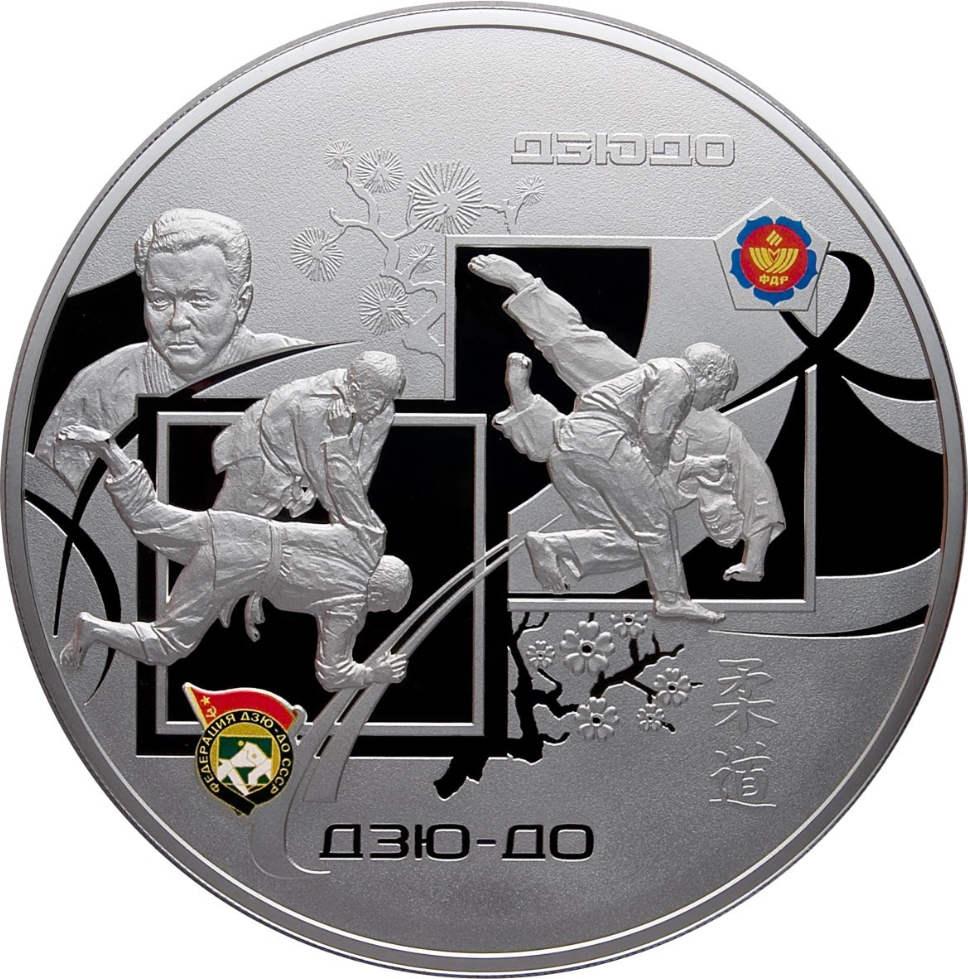
Монета Банка РФ с лого ФДР

- Организация и проведение чемпионатов России и других всероссийских, а также международных состязаний по дзюдо на территории Российской Федерации
- формирование составов сборных команд страны, обеспечение их подготовки и участия в международных соревнованиях
- формирование составов тренеров, организация и проведение семинаров, симпозиумов, конференций, лекций по повышению квалификации специалистов дзюдо
- участие в разработке нормативов и требований Единой спортивной классификации по дзюдо
- осуществление международных спортивных связей
- представление интересов Федерации в международных спортивных организациях и участие в деятельности этих организаций

## Руководство
Президенты:
- Алексей Гордеев (2004—2009)
- Василий Анисимов (2010—2022)
- Сергей Соловейчик (с  29 сентября 2022)[5][6]

Президентом ФДР с февраля 2010 по 2022 год являлся российский миллиардер, президент Coalco Development и совладелец компании «Газметалл», друг Аркадия Ротенберга Василий Анисимов. До этого президентом ФДР (а также НСД) в 2004—2009 годах был министр сельского хозяйства России Алексей Гордеев, ушедший с этой должности в апреле 2009 года. И. о. президента являлся Аркадий Ротенберг. Вместе с Анисимовым кандидатом на пост президента являлся Виктор Черномырдин, но в связи с тем, что согласно распоряжению Президента РФ государственные чиновники больше не могли возглавлять спортивные федерации, кандидатура Анисимова осталась единственной. Черномырдин стал главой попечительского совета ФДР.
Вице-президенты:
Только вице-президентов в структуре ФДР насчитывается 10 человек
- Анисимов, Василий Васильевич — президент ФДР, президент компании Coalco Development
- Ротенберг, Аркадий Романович — первый вице-президент
- Ротенберг, Борис Романович — вице-президент
- Черкасов, Михаил Анатольевич — вице-президент, предприниматель, руководитель УК «Развитие», деловой партнёр Аркадия Ротенберга
- Хабиров, Валентин Викторович — вице-президент, исполнительный директор
- Черных, Дмитрий Алексеевич — вице-президент, заслуженный тренер России
- Тменов, Тамерлан Русланович — вице-президент, двукратный призёр Олимпийских игр и многократный чемпион Европы по дзюдо
- Сидоркевич, Игорь Михайлович — вице-президент, президент Федерации дзюдо Санкт-Петербурга
- Плотников, Владимир Иванович — вице-президент,
- Шкалов, Владимир Дмитриевич — вице-президент
- Бальский, Павел Григорьевич — член Президиума
- Макаров, Виталий Валерьевич — член Президиума
- Хантимиров, Рашид Баязитович — член Президиума
- Невзоров, Владимир Михайлович — член Президиума
- Поддубный, Виктор Анатольевич — член Президиума